# Challenger de Murcia 2021
El torneo Murcia Open 2021 fue un torneo de tenis perteneciente al ATP Challenger Tour 2021 en la categoría Challenger 80. Se trató de la 2ª edición; el torneo tuvo lugar en la ciudad de Murcia (España), desde el 27 de septiembre hasta el 3 de octubre de 2021 sobre pista de tierra batida.

## Jugadores participantes del cuadro de individuales
| Favorito | País                        | Jugador                 | Rank1 | Posición en el torneo |
| -------- | --------------------------- | ----------------------- | ----- | --------------------- |
| 1        | Bandera de España           | Roberto Carballés Baena | 89    | FINAL                 |
| 2        | Bandera de los Países Bajos | Tallon Griekspoor       | 132   | CAMPEÓN               |
| 3        | Bandera de Australia        | Marc Polmans            | 165   | Primera ronda         |
| 4        | Bandera de España           | Mario Vilella Martínez  | 171   | Primera ronda         |
| 5        | Bandera de Argentina        | Marco Trungelliti       | 176   | Segunda ronda, retiro |
| 6        | Bandera de la India         | Ramkumar Ramanathan     | 192   | Primera ronda         |
| 7        | Bandera de Eslovaquia       | Filip Horanský          | 204   | Segunda ronda         |
| 8        | Bandera de Francia          | Mathias Bourgue         | 214   | Semifinales, retiro   |

- 1 Se ha tomado en cuenta el ranking del 20 de septiembre de 2021.

### Otros participantes
Los siguientes jugadores recibieron una invitación (wild card), por lo tanto ingresan directamente al cuadro principal (WC):
- Pablo Llamas Ruiz
- Álvaro López San Martín
- Daniel Rincón

Los siguientes jugadores ingresan al cuadro principal tras disputar el cuadro clasificatorio (Q):
- Emilio Nava
- Francesco Passaro
- Mats Rosenkranz
- Alex Rybakov

## Campeones

### Individual Masculino
- Tallon Griekspoor derrotó en la final a  Roberto Carballés Baena, 3–6, 7–5, 6–3

### Dobles Masculino
- Raúl Brancaccio /  Flavio Cobolli derrotaron en la final a  Alberto Barroso Campos /  Roberto Carballés Baena, 6–3, 7–6(5)